# Danor
Danor var en dansk/norsk hærbataljon, der blev udsendt til Suez i Egypten og senere Gaza i 1956. Bataljonen havde beføjelse fra FN (UNEF United Nations Emergency Force) til at "afløse" den amerikanske hærenhed i Egypten – øverstbefalende generalmajor Burns. Bataljonen var ikke populær i Egypten.[kilde mangler]
Ved senere ankomst til Gaza blev den første kontakt til den israelske hær medieret gennem Herbert Pundik, som ikke var tilknyttet Danor. I Gaza foregik en del interneringer af ældre kristne bosættelser, der befandt sig på den "forkerte" side af Demarkationslinje.
Både i Egypten og i Gaza mødtes officerer fra Danor med arabiske sheikher med den hensigt at stadfæste den territoriale demarkation.